# Catedral de Roskilde
La catedral de Roskilde (danès: Roskilde Domkirke), a la ciutat de Roskilde a l'illa de Sjælland a l'est de Dinamarca, va ser la primera catedral gòtica que es va construir de maó. Va ser l'exemple que propagar de l'estil gòtic del Bàltic basat en el maó a tot el nord d'Europa. Va ser construïda durant els segles xii i xiii, i incorpora característiques arquitectòniques gòtiques i romàniques en el disseny. És l'única catedral a Sjælland fins al segle xx. La catedral de les dues agulles domina l'horitzó de la ciutat.

## Persones reials soterrades a la catedral de Roskilde
S'hi han soterrats la majoria dels reis i reines de Dinamarca, a partir de 1413. En total, hi ha 20 reis i 17 reines, a 4 capelles, a dins la catedral, i en tombes a l'exterior.
Reis de Dinamarca i Noruega
- Harald I «Dent Blava»(† 987; la tomba no s'ha conservat)
- Svend I de Dinamarca "Barba de Forca" († 1014; la tomba no es conserva)
- Svend II de Dinamarca († 1074), només rei de Dinamarca.

Reis de Dinamarca, Noruega i Suècia
- al cor:
- Margarida I de Dinamarca, reina de Dinamarca (1387-1412) i reina de Noruega i Suècia, esposa de Haakon VI, rei de Noruega
- el príncep Cristòfol († 1363)
- Cristòfol III de Baviera († 1448; la tomba no es conserva).

- a la Capella de Cristià I:
- Cristià I de Dinamarca (1426-1481), rei de Dinamarca (1448-1481), Noruega i Suècia, primer rei de la dinastia d'Oldemburg, i la seva esposa Dorotea de Brandenburg (1430-1495)

Reis de Dinamarca i Noruega
- a la Capella de Cristià I:
- Cristià III de Dinamarca (1503-1559), rei de Dinamarca, i la seva esposa Dorotea de Saxònia-Lauenburg (1511-1571)
- Frederic II (1534-1588), i la seva tercera esposa Sofia de Mecklemburg-Schwerin (1557-1631)

- a la Capella de Cristià IV:
- Cristià IV de Dinamarca (1577-1648), i la seva esposa Anna Catherine de Brandeburg (1575-1612), i el seu fill Cristià (1603-1647)
- Frederic III de Dinamarca (1609-1670) i la seva esposa Sofia Amàlia de Brunswick-Lüneburg (1628-1685)

- al Højkoret:
- Cristià V de Dinamarca (1646-1699) i la seva esposa Carlota Amàalia de Hesse-Kassel (1650-1714)
- Frederic IV de Dinamarca (1671-1730) i la seva primera esposa Lluïsa de Mecklenburg-Güstrow (1667-1721)

- a la Nördliche Turmkapelle:
- Anna Sofia (1693-1743), tercera esposa de Frederic IV, i els seus tres fills petits
- Cristià VI de Dinamarca (1699-1746) i la seva esposa Sofia Magdalena de Brandeburg-Kulmbach (1700-1770)

- a la Capella de Frederic V:
- Frederic V de Dinamarca (1723-1766) i les seves esposes Lluïsa de Hannover (1724-1751) i Juliane Marie de Brunswick-Wolfenbüttel (1729-1796)
- Cristià VII de Dinamarca (1749-1808)
- Frederic VI de Dinamarca (1768-1839) i la seva esposa Maria Sofia de Hesse-Cassel (1767-1852)

Reis de Dinamarca
- a la Capella de Frederic V:
- Cristià VIII de Dinamarca (1786-1848) i la seva segona esposa Carolina Amàlia de Schleswig-Holstein (1796-1881)
- Lluïsa Carlota de Schleswig-Holstein (1789-1864), esposa de Guillem de Hesse-Kassel (1787-1867) i neta de Frederic V
- Frederic VII de Dinamarca (1808-1863)

- a la Capella de Cristià IX:
- Cristià IX de Dinamarca (1818-1906) i la seva esposa Lluïsa de Hessen-Kassel (1817-1898)
- Frederic VIII de Dinamarca (1843-1912) i la seva esposa Lluïsa de Suècia, princesa de Suècia i Noruega (1851-1926)
- Cristià X de Dinamarca (1870-1947) i la seva esposa Alexandrina de Mecklenburg-Schwerin (1879-1952)

- a la cripta:
- príncep Joan (1825-1911)
- Valdemar de Dinamarca (1858-1939) (fill de Cristià IX) i la seva esposa Maria d'Orleans (1865-1909); els seus fills: Erik (1890-1950) i Viggo (1893-1970), i l'esposa d'aquest, Elionor de Green (1895-1966)
- Guillem (1816-1893), príncep
- Margrethe (1895-1992), filla de Valdemar i esposa de René de Borbó-Parma
- Cristià (1932-1997), fill d'Erik
- Dagmar de Dinamarca (1847-1928). L'any 2006 les seves despulles foren traslladades a la catedral de Pere i Pau de Sant Petersburg.

-al mausoleu, fora de l'església:
- Frederic IX de Dinamarca (1899-1972) i la seva esposa Íngrid de Suècia (1910-2000).